# آویگدور بن-گال
آویگدور بن-گال (انگلیسی: Avigdor Ben-Gal؛ ۱۹۳۶ – ۱۳ فوریه ۲۰۱۶) سرلشکر نیروهای دفاعی اسرائیل بود، که از ۱۹۷۲ تا ۱۹۷۴ به‌عنوان فرمانده تیپ ۷ زرهی هاتیفا شیوا فعالیت می‌کرد و در فاصله سال‌های ۱۹۷۷ تا ۱۹۸۱ فرماندهی شمالی اسرائیل را برعهده داشت.
وی از ۱۹۹۶ تا ۱۹۹۹ رئیس هیئت مدیره صنایع هوافضای اسرائیل بود و در فاصله سال‌های ۲۰۰۹ تا ۲۰۱۶ ریاست هیئت مدیره ان‌اس‌او گروپ را برعهده داشت.

## زندگی‌نامه
او در سال ۱۹۳۶ در ووچ، لهستان، با نام یانوش لودویگ گلدلاست زاده شد. وقتی او تنها سه سال داشت، جنگ جهانی دوم با حمله آلمان به لهستان آغاز شد. خانواده‌اش لهستان را به مقصد اتحاد جماهیر شوروی ترک کردند و سرانجام به سیبری در روسیه شوروی رسیدند. در طول مسیر، والدینش در جایی ناپدید شدند. پس از ناپدید شدن والدینش، او سرانجام به همراه خواهرش ایلانا به تل‌آویو رسید.
سفر دشوار بود، دو کودک نوپا سوار قطار شدند و تا زمانی که توسط نیروهای ژنرال لهستانی ولادیسلاو آندریو جمع‌آوری شدند و با آنها به تهران رفتند، سوار قطار شدند. در ایران، آژانس یهود صدها کودک گمشده را جمع‌آوری کرد، آنها را در اردوگاه‌ها قرار داد، به آنها غذا داد و از تهران با قطار به پاکستان سپس از طریق دریا به مصر و در نهایت، دوباره با قطار به فلسطین تحت قیمومیت رفت.

## فعالیت نظامی
بن-گال فعالیت نظامی را از سال ۱۹۴۸ در نیروهای دفاعی اسرائیل آغاز کرد. اولین تجربه جنگی او در طول بحران سوئز با مصر در سال ۱۹۵۶ رخ داد. در طول جنگ شش روزه در سال ۱۹۶۷، او رئیس عملیات تیپی بود که استحکامات مصر را در سینا شکست. او نیمی از پای راست خود را هنگامی که جیپش به مین برخورد کرد، از دست داد.
در طول جنگ یوم کیپور در سال ۱۹۷۳، بن-گال فرماندهی تیپ ۷ زرهی هاتیفا شیوا را برعهده داشت و بر دفاع از بلندی‌های جولان در برابر حمله سوریه نظارت داشت. بن-گال دو هفته قبل از شروع جنگ، آن را پیش‌بینی کرده و شروع به آماده‌سازی تیپ خود کرده بود. از آنجایی که در آن زمان تهدید جنگ در اسرائیل جدی گرفته نمی‌شد، او را "دیوانه" خطاب می‌کردند. با این حال، وقتی جنگ آغاز شد، تیپ او تنها واحد ارتش اسرائیل بود که در حالت آماده‌باش کامل قرار داشت. بسیاری معتقدند که ایستادگی قهرمانانه تیپ هفتم زرهی و قهرمانی و رهبری شخصی بن-گال از عوامل تعیین‌کننده در پیروزی اسرائیل بر سوری‌ها بوده است.
در سال ۱۹۷۷، بن-گال به عنوان فرمانده ستاد فرماندهی شمالی منصوب شد. او تا اواخر تابستان ۱۹۸۱ در این سمت خدمت کرد، زمانی که ژنرال امیر دروری جایگزین او شد. او نقش کلیدی در عملیات لیتانی (۱۹۷۸) ایفا کرد.  متعاقباً او مسئول تسلیح و آموزش شبه‌نظامیان سعد حداد بود که در نهایت به ارتش جنوب لبنان تبدیل شد. وی در سال ۱۹۸۱ از ارتش اسرائیل بازنشسته شد.